# Mitoquinone mesylate
 (janvier 2025).
Le mésylate de mitoquinone ( MitoQ ) est un analogue synthétique de la coenzyme Q10 qui a des effets antioxydants. Il a été développé pour la première fois en Nouvelle-Zélande à la fin des années 1990. Sa biodisponibilité et sa pénétration mitochondriale sont considérablement améliorées par rapport à la coenzyme Q10,, et il a montré un potentiel dans un certain nombre d'indications médicales,,,. Il est largement vendu comme complément alimentaire,.
Une étude de 2014 n'a pas trouvé suffisamment de preuves sur l'utilisation du mésylate de mitoquinone dans la maladie de Parkinson et d'autres troubles du mouvement.
Le Mito-MES s'est montré sûr et efficace pour prévenir l'infection par le SARS-CoV-2 lorsqu'il est administré dans les 72 heures suivant une exposition à haut risque.